# Emil Le Giang
Emil Le Giang (* 26. února 1991 Lučenec, Československo) je slovenský fotbalový útočník vietnamského původu, od března 2018 působící v FO Tatran Sučany. Mimo Slovensko působil v Německu a Česku. Mezi jeho fotbalové vzory patří italský útočník Francesco Totti a argentinský forward Sergio Agüero.
V červenci 2015 se stal zároveň sportovním ředitelem TJ Iskra Borčice.

## Rodina
Jeho otec Nam studoval na Slovensku, kde se seznámil se svou budoucí manželkou Katarínou, která pracovala jako učitelka. Kromě Emila mají i druhého (mladšího) syna Patrika, který je rovněž fotbalistou. Oba bratři spolu hráli v Žilině.

## Klubová kariéra
S fotbalem začal v klubu FTC Fiľakovo. V 16 letech nastoupil do mládežnického týmu 1. FC Norimberk, kde působil jeden rok. Poté se vrátil na Slovensko do MŠK Žilina. V roce 2010 se propracoval do seniorské kategorie. V červenci 2011 odešel na hostování do MFK Zemplín Michalovce Následně zamířil hostovat do Rimavské Soboty, kde se mu herně dařilo, v devíti zápasech vstřelil 4 góly. Poté jej trenér Pavel Malura (který jej znal z mládežnických týmů Žiliny) vzal do českého druholigového klubu MFK OKD Karviná, kde ho však pronásledovaly zranění, navíc prodělal zápal mozkových blan. V únoru 2013 se rozhodl pro návrat do FTC Fiľakovo (4. slovenská liga), v němž začínal. Toto angažmá do konce sezóny mu mělo pomoci rozehrát se do formy. Poté dostal příležitost v prvoligovém mužstvu FC Nitra (hostování). V 1. lize poprvé nastoupil proti svému bratrovi Patrikovi 11. srpna 2013 v zápase MŠK Žilina–FC Nitra, dostal se na hřiště v 84. minutě a bránu Žiliny, kterou hájil Patrik, ohrozil jednou střelou (gól z ní nepadl). Utkání skončilo remízou 4:4. Oba bratři proti sobě nastoupili již dříve v nižší slovenské soutěži. Koncem září 2013 se z hostování v Nitře vrátil do FTC Fiľakovo. Důvodem bylo neplnění smlouvy ze strany FC Nitra. Následně odešel hostovat do ŠK Javorník Makov.
Před jarní částí sezony 2014/15 zamířil na hostování do TJ Iskra Borčice. S klubem postoupil na jaře 2015 do 2. ligy. V létě 2015 do týmu přestoupil. Majitel Anton Fabuš klub v průběhu sezóny 2015/16 ze druhé ligy odhlásil. Emil Le Giang dostal v létě 2016 od majitele nabídku na pozici sportovního ředitele Iskry Borčice, kterou přijal. Před jarní částí sezony 2017/18 zamířil do FO Tatran Sučany